# Xie Zhenye
Xie Zhenye, född 17 augusti 1993, är en friidrottare från Kina. Han deltog vid olympiska sommarspelen 2012, olympiska sommarspelen 2016, olympiska sommarspelen 2020 och olympiska sommarspelen 2024.